# Shami Chakrabarti
Sharmishta Chakrabarti, Baronesa Chakrabarti, CBE, PC (Kenton, 16 de junho de 1969), comumente conhecida como Shami Chakrabarti, é uma política britânica do Partido Trabalhista e membro da Câmara dos Lordes. Ela também é advogada e foi diretora do "National Council for Civil Liberties (NCCL)", uma organização que promove as liberdades civis e os direitos humanos. Membro do Gabinete de Oposição, ela ocupa desde 2016 o cargo de Procuradora-Geral Sombra para Inglaterra e País de Gales.
Chakrabarti nasceu no distrito londrino de Harrow e estudou Direito na London School of Economics. Após a graduação, recebeu o call to the bar e passou a trabalhar como assessora jurídica para o Ministério do Interior.
Quando era diretora do NCCL, ela fez campanha contra a legislação antiterror. Nesse papel, ela contribuiu frequentemente com a BBC Radio 4 e vários jornais, sendo descrita pelo The Times como "provavelmente a mais eficaz lobista em assuntos públicos dos últimos 20 anos". Entre 2014 e 2017, ela atuou como Chanceler da Universidade de Essex.
Chakrabarti foi um dos membros do júri do Leveson Inquiry - investigação sobre o hackeamento de telefones e a cultura, práticas e ética da imprensa - ao longo de 2011 e 2012. Em abril de 2016, ela foi convidada pelo líder da oposição Jeremy Corbyn para presidir uma investigação sobre o suposto antissemitismo no Partido Trabalhista, apresentando suas conclusões em junho daquele ano. Em agosto de 2016, ela foi a única pessoa indicada por Corbyn para tornar-se par vitalício nas Prime Minister's Resignation Honours.